# Adolphe van Soust de Borckenfeldt

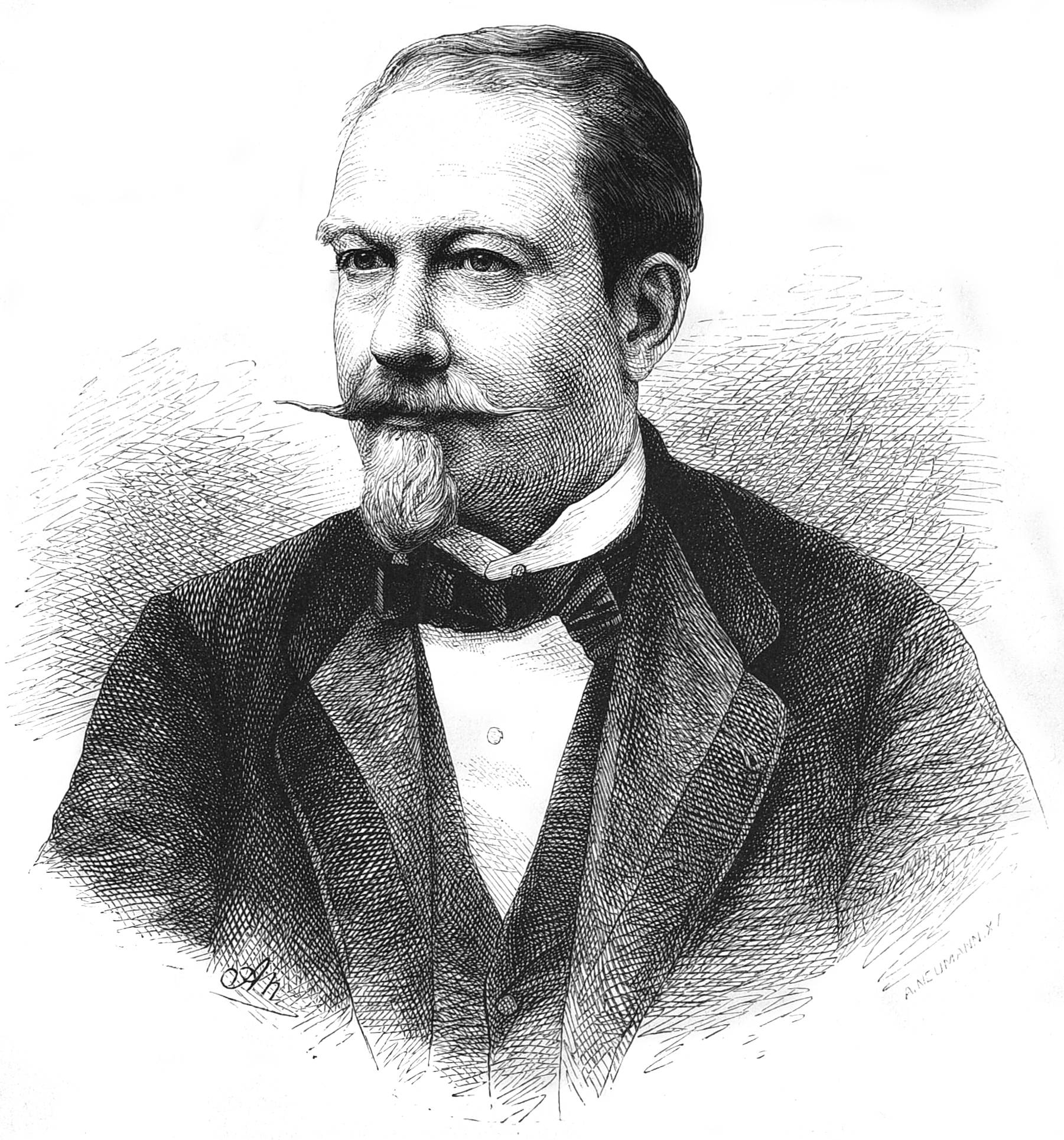
Adolphe van Soust de Borckenfeldt

Adolphe Ferdinand Joseph van Soust de Borckenfeldt (* 6. Juli 1824 in Brüssel; † 23. April 1877 ebenda) war ein belgischer Schriftsteller und Kunsthistoriker.

## Leben
Soust de Borckenfeldt war dem Innenministerium seines Landes unterstellt und leitete das Königliches Museum der Gemälde und Skulpturen von Belgien. Durch seine Arbeit hatte Soust de Borckenfeldt Kontakt zu vielen zeitgenössischen Künstlern; u. a. setzte er sich sehr für den Maler Antoine Joseph Wiertz ein.
Politisch engagiert war Soust de Borckenfeldt in der flämischen Bewegung und als solcher auch an einem Gleichgewicht der politischen Kräfte in Europa nach dem Deutsch-Französischen Krieg interessiert. Dieses thematisierte er auch in seinen belletristischen Werken, welche er unter dem Pseudonym Paul Jane veröffentlichte.
Im Alter von fast 53 Jahren starb Adolphe van Soust de Borckenfeldt in Brüssel.

## Werke (Auswahl)
- Das blutige Jahr Verlag Max, Breslau 1874
- La chant lyrique. Trübner, London 1874
- L’écolè d’Anvers en 1855. Flateau Verlag, Leipzig 1859
- Épitre à Wiertz. Brüssel 1849
- Etude sur la état present de l’Art en Belgique. Flateau Verlag, Leipzig 1858
- La Rénovation Flamande. Au poete Emanuel Hiel. Gand, London 1875
- Venise sauvée

| Personendaten    | Personendaten                                                                                    |
| ---------------- | ------------------------------------------------------------------------------------------------ |
| NAME             | Soust de Borckenfeldt, Adolphe van                                                               |
| ALTERNATIVNAMEN  | Jane, Paul (Pseudonym); Van Soust de Borckenfeldt, Adolphe Ferdinand Joseph (vollständiger Name) |
| KURZBESCHREIBUNG | belgischer Dichter und Kunsthistoriker                                                           |
| GEBURTSDATUM     | 6. Juli 1824                                                                                     |
| GEBURTSORT       | Brüssel                                                                                          |
| STERBEDATUM      | 23. April 1877                                                                                   |
| STERBEORT        | Brüssel                                                                                          |